# Derocrepis
Derocrepis es un género de escarabajos de la familia Chrysomelidae. En 1886 Chevrolat describió el género. Esta es la lista de especies que lo componen:
- Derocrepis graeca Allard, 1884
- Derocrepis rufipes Linnaeus, 1758
- Derocrepis serbica Kutschera, 1860
- Derocrepis sodalis Kutschera, 1860
- Derocrepis whiteheadi Warchalowski, 1998